# Яр (фільм)
«Яр» — радянський двосерійний художній фільм-історична драма 1991 року, знята студією «Реріх».

## Сюжет
Історична мелодрама за повістю Сергія Єсеніна. Після появи стороннього майстра-зброяра на загублене в лісах село обрушуються нещастя: мре худоба, з'являються вовки, трагічно розпалюються пристрасті. Відчуваючи, що скоро почнеться «полювання на відьом», зброяр намагається покинути ці місця…

## У ролях
- Лідія Вележева — Олімпіада
- Віолетта Жухимович — епізод
- Лев Дуров — епізод
- Леонід Кулагін — Карєв
- Володимир Трещалов — епізод
- Ірина Шевчук — Наталя
- Борис Хімічев — епізод
- Володимир Коренєв — епізод
- Юрій Кузьменков — епізод
- Віктор Степанов — юродивий
- Назім Туляходжаєв — Аксютка
- Михайло Калинкін — селянин
- Наталія Гвоздікова - Ліна Андріївна Матвєєва, бабуся Ксенії

## Знімальна група
- Режисер — Хабіб Файзієв
- Сценарист — Всеволод Іванов
- Оператор — Андрій Ренков
- Композитор — Енмарк Саліхов
- Художник — Анатолій Шибаєв
- Продюсер — Всеволод Іванов